# Wes Matthews
Wesley "Wes" Joel Matthews Sr. (Sarasota, Florida; 24 de agosto de 1959) es un exjugador de baloncesto estadounidense que jugó 9 temporadas en la NBA, además de hacerlo en la CBA, en la USBL y brevemente en la Lega italiana. Con 1,85 metros de estatura jugaba en la posición de base.
Es padre del también jugador de baloncesto de la NBA Wesley Matthews.

## Trayectoria deportiva

### Universidad
Jugó durante 4 temporadas con los Badgers de la Universidad de Wisconsin-Madison, donde promedió 18,1 puntos y 2,7 rebotes por partido.

### Profesional
Fue elegido en la decimocuarta posición del Draft de la NBA de 1980 por Washington Bullets, donde solo jugó media temporada antes de ser traspasado a Atlanta Hawks a cambio de Don Collins. Allí se hizo con el puesto de titular, jugando sus mejores partidos como profesional, promediando 12,5 puntos y 6,2 asistencias por partido. Pero al año siguiente, la llegada de Rory Sparrow al equipo le llevó al banquillo, actuando como suplente hasta el comienzo de la temporada 1984-85, cuando fue cortado, fichando como agente libre por Philadelphia 76ers.
Con los Sixers empalmó dos contratos de 10 días, hasta que fue nuevamente cortado. Firmó en la temporada 1984-85 con Chicago Bulls, donde se repartió los minutos de base con Ennis Whatley, acabando con unos promedios de 5,7 puntos y 4,5 asistencias. Pero los bulls renunciaron a sus derechos al finalizar la temporada, firmando con San Antonio Spurs. Allí recuperó minutos de calidad, siendo titular en más de la mitad de los partidos, acabando el año con 10,9 puntos y 6,3 asistencias por partido, su mejor temporada desde la del debut en profesionales.
Fue entonces cuando Los Angeles Lakers se fijaron en él, contratándolo para dar minutos de descanso a sus bases titulares, Magic Johnson y Byron Scott, cumpliendo a la perfección su papel. Con ellos ganó su primer título de campeón de la NBA en 1987, algo que se repetiría al año siguiente. Tras esa segunda temporada, los Lakers renunciaron a sus derechos, y al verse sin equipo en la NBA, jugó una temporada con los Tulsa Fast Breakers de la CBA, con los que se proclamaría de nuevo campeón.
Al año siguiente probaría fortuna en la liga italiana, fichando por el Ranger Varese, donde únicamente jugó 13 partidos, en los que promedió 22,2 puntos y 3,3 asistencias. Regresó a la NBA con un contrato de 10 días con Atlanta Hawks, pero únicamente fue alineado en un partido, el último que jugaría en la liga estadounidense.
Ya con 31 años, alargó 6 temporadas más su carrera profesional, alternando equipos de la CBA y la USBL, las dos principales ligas menores de Estados Unidos, para retirarse definitivamente en 1996.

## Estadísticas de su carrera en la NBA
|  | Denota temporada en la que fue Campeón de la NBA |

### Temporada regular
| Año     | Equipo       | PJ  | PT  | MPP  | %TC  | %3P  | %TL   | RPP | APP | ROB | TPP | PPP  |
| ------- | ------------ | --- | --- | ---- | ---- | ---- | ----- | --- | --- | --- | --- | ---- |
| 1980-81 | Washington   | 45  | —   | 25.8 | .499 | .333 | .767  | 1.5 | 4.4 | 1.0 | .2  | 12.3 |
| 1980-81 | Atlanta      | 34  | —   | 32.5 | .488 | .000 | .837  | 2.1 | 6.2 | 1.8 | .2  | 12.5 |
| 1981-82 | Atlanta      | 47  | 5   | 17.8 | .440 | .250 | .759  | 1.2 | 3.0 | 1.1 | .0  | 6.9  |
| 1982-83 | Atlanta      | 64  | 0   | 18.5 | .403 | .292 | .768  | 1.4 | 3.9 | .9  | .1  | 6.9  |
| 1983-84 | Atlanta      | 6   | 0   | 16.0 | .533 | .000 | .818  | .7  | 3.5 | .8  | .2  | 8.3  |
| 1983-84 | Philadelphia | 14  | 5   | 20.9 | .446 | .143 | .643  | 1.6 | 4.4 | .8  | .1  | 7.1  |
| 1984-85 | Chicago      | 78  | 38  | 19.5 | .495 | .125 | .694  | .9  | 4.5 | .9  | .2  | 5.7  |
| 1985-86 | San Antonio  | 75  | 46  | 24.7 | .531 | .160 | .820  | 1.7 | 6.3 | 1.2 | .4  | 10.9 |
| 1986-87 | L.A. Lakers  | 50  | 0   | 10.6 | .476 | .333 | .806  | .9  | 2.0 | .5  | .1  | 4.2  |
| 1987-88 | L.A. Lakers  | 51  | 8   | 13.8 | .460 | .233 | .831  | 1.3 | 2.7 | .5  | .1  | 5.7  |
| 1989-90 | Atlanta      | 1   | 0   | 13.0 | .333 | .000 | 1.000 | .0  | 5.0 | .0  | .0  | 4.0  |
| Total   | Total        | 465 | 102 | 20.0 | .478 | .225 | .788  | 1.3 | 4.2 | 1.0 | .2  | 7.9  |

### Playoffs
| Año   | Equipo       | PJ | PT | MPP  | %TC  | %3P  | %TL   | RPP | APP | ROB | TPP | PPP  |
| ----- | ------------ | -- | -- | ---- | ---- | ---- | ----- | --- | --- | --- | --- | ---- |
| 1982  | Atlanta      | 4  | —  | 14.0 | .200 | —    | 1.000 | .0  | 2.0 | .0  | 0.5 | 4.0  |
| 1983  | Atlanta      | 3  | —  | 12.7 | .333 | .000 | .800  | .0  | 3.7 | .0  | .3  | 3.3  |
| 1984  | Philadelphia | 4  | —  | 5.8  | .500 | .500 | .500  | .0  | 1.0 | .3  | .0  | 2.5  |
| 1985  | Chicago      | 4  | 4  | 22.8 | .344 | .000 | .778  | 1.5 | 3.0 | 1.3 | .0  | 7.3  |
| 1986  | San Antonio  | 3  | 3  | 38.7 | .648 | .000 | .750  | 2.3 | 8.0 | 2.0 | .0  | 25.3 |
| 1987  | L.A. Lakers  | 12 | 0  | 5.1  | .478 | .000 | .857  | .3  | .8  | .1  | .0  | 2.3  |
| 1988  | L.A. Lakers  | 10 | 0  | 2.7  | .400 | .000 | .800  | .1  | .2  | .1  | .0  | 1.2  |
| Total | Total        | 38 | 7  | 10.1 | .482 | .111 | .800  | .5  | 1.7 | .4  | .1  | 4.6  |